# 그레이스 박
그레이스 박(Grace Park, 한국명:박민경, 1974년 3월 14일 ~ )은 미국 출생 캐나다의 배우이다. 《배틀스타 갤럭티카》의 '샤론 부머'로 잘 알려져 있다.
A&E의 드라마 《더 클리너》와 캐나다의 드라마 《더 보더》에 출연했고, 2010년 2월에 방영한 《하와이 파이브-0》에 '코노 칼라카와' 역으로 캐스팅되었다.

## 출연 목록
| 년도   | 제목                            | 배역                   | 장르                 |
| ------ | ------------------------------- | ---------------------- | -------------------- |
| 2000년 | 로미오 머스트 다이              | 아시아인 댄서          | 영화                 |
| 2000년 | 더 이모탈                       | 미키키오               | TV시리즈             |
| 2001년 | 에지먼트                        | 섀넌 응                | TV시리즈             |
| 2001년 | 스타게이트 SG-1                 | 셰터필드 중위          | TV시리즈             |
| 2003년 | 배틀스타 갤럭티카               | 샤론 발레리 중위 (8호) | TV시리즈             |
| 2003년 | 제이크 2.0                      | 프랜 요시다            | TV시리즈             |
| 2007년 | 웨스트 32nd                     | 릴라 리                | 영화                 |
| 2007년 | 커맨드 앤 컨커 3: 타이베리움 워 | 샌드라 텔페어 중위     | 전략 시뮬레이션 게임 |
| 2008년 | 더 클리너                       | 아카니 쿠에스타        | TV시리즈             |
| 2008년 | 더 보더                         | 리즈 카버              | TV시리즈             |
| 2009년 | CSI:뉴욕                        | Convention Attendee    | TV시리즈             |
| 2009년 | 배틀스타 갤럭티카:더 플랜       | 샤론 발레리 중위 (8호) | TV단편영화           |
| 2010년 | 휴먼 타겟                       | 에바 칸                | TV시리즈             |
| 2010년 | 하와이 파이브-0                 | 코노 칼라카와          | TV시리즈             |
| 2018년 | 프릭스                          | 레이 요원              | 영화                 |